# Charles Hesse
Charles Frederick Hermann Paul Henry Hesse (* 19. Februar 1901 in London; † 1. August 1971 in Bremen) war ein deutscher Politiker (CDU) und war Abgeordneter des Niedersächsischen Landtages.

## Leben
Hesse besuchte das Gymnasium in Stettin. Anschließend war er von 1914 bis 1918 Königlich-Sächsischer Kadett und nach dem Krieg Eleve im Kreis Randow/Pommem. Darauf folgte ein landwirtschaftliches Studium an der Technischen Hochschule in München mit anschließendem Staatsexamen. Von 1925 bis 1928 war er Güterdirektor in Klink bei Waren/Müritz, von 1928 bis 1936 Farmer in Kanada auf einer großen Weizenfarm. 1936 kehrte er nach Deutschland zurück und wurde Pächter der Güter Seehof und Schönfeld im Kreis Wismar. Von 1939 bis 1945 leistet er seinen Wehrdienst. 1945 wurde er von dort vertrieben und fand Aufnahme bei Verwandten in Verden. Ab 1945 bis 1965 war er Verwalter des Gutes Lohof, Kreis Verden. Er war seit dem 5. März 1932 mit Johanna geb. Riedel verheiratet. Die Eheschließung fand in North Battleford in Kanada statt. Charles Hesse starb am 1. August 1971 um 10:30 Uhr im Zentralkrankenhaus St.-Jürgen-Straße in Bremen im Alter von 70 Jahren. Er wohnte zuletzt im Trift 84 in Borstel im Landkreis Verden. Hesse war lutherischer Konfession.  Er hatte zwei Kinder.

## Ämter
Hesse war seit 1955 Vorsitzender der Landkrankenkasse im Kreis Verden. Er war seit Wiedergründung nach dem Krieg Mitglied der Landwirtschaftskammer Hannover, unter anderem als Mitglied des Personalausschusses. Seit 1960 war er Vorsitzender des Kreisverbandes Verden des Niedersächsischen Landvolkes und gleichzeitig Kreislandwirt des Kreises Verden.

## Politik
Hesse war Mitglied des Niedersächsischen Landtages der 6. Wahlperiode vom 6. Juni 1967 bis zum 20. Juni 1970.